# Tolleson
Tolleson es una ciudad ubicada en el condado de Maricopa en el estado estadounidense de Arizona. En el censo de 2010 tenía una población de 6545 habitantes y una densidad poblacional de 439,87 personas por km².

## Geografía
Tolleson se encuentra ubicada en las coordenadas 33°26′54″N 112°15′22″O / 33.44833, -112.25611. Según la Oficina del Censo de los Estados Unidos, Tolleson tiene una superficie total de 14,88 km², de la cual 14,88 km² corresponden a tierra firme y (0%) 0 km² es agua.

## Demografía
Según el censo de 2010, había 6.545 personas residiendo en Tolleson. La densidad de población era de 439,87 hab./km². De los 6.545 habitantes, Tolleson estaba compuesto por el 50,07% blancos, el 6,6% eran afroamericanos, el 1,94% eran amerindios, el 0,93% eran asiáticos, el 0,24% eran isleños del Pacífico, el 36,06% eran de otras razas y el 4,16% pertenecían a dos o más razas. Del total de la población el 80,08% eran hispanos o latinos de cualquier raza.